# 아메리카밭쥐
아메리카밭쥐(Microtus pennsylvanicus)는 비단털쥐과에 속하는 설치류의 일종이다. 캐나다와 알래스카, 미국 북부 지역에서 발견되는 북아메리카 물밭쥐이다.